# جورج غريفيثز (لاعب كرة قدم)
جورج غريفيثز (بالإنجليزية: George Griffiths)‏ هو مدرب كرة قدم ولاعب كرة قدم بريطاني (وحمل سابقاً جنسية المملكة المتحدة لبريطانيا العظمى وأيرلندا) في مركز مهاجم داخلي، ولد في 11 أبريل 1865 في المملكة المتحدة، وتوفي في 7 يوليو 1918 في لي في المملكة المتحدة. لعب مع Chirk AAA F.C. ‏.

## وصلات خارجية
- جورج غريفيثز على موقع قاعدة بيانات كرة القدم.إي يو (الإنجليزية)